# Michel Mongali
Michel Mongali ou Michel Bampéli Mongali est un homme d'Etat congolais né en novembre 1915, député puis ministre de la jeunesse et des sports de la République démocratique du Congo.
Proche collaborateur de Patrice Lumumba et Joseph Kasa-Vubu, il est considéré comme l'une des figures de l'ombre de l'indépendance du Congo-Kinshasa.

## Biographie

### Carrière politique
Michel Mongali est né en novembre 1915. Il est élu député national sur liste individuelle dans le district du lac Léopold II (province de Léo), l'une des régions clés de la République démocratique du Congo.
Il occupe des postes influents, notamment celui de président de la Commission de la Justice et de vice-président de la Commission des Affaires économiques. En juin 1961, il participe à la Conférence Eurafricaine de Strasbourg, un événement marquant dans les relations entre l'Europe et l'Afrique durant la période postcoloniale.
Le 2 août 1961, il est nommé ministre de la jeunesse et des sports du gouvernement Adoula jusqu'au18 avril 1963.
Il participe également à une délégation du Conseil Suprême de la Révolution (CSR) à la 8ème session de l'Organisation de Solidarité des Peuples Afro-Asiatiques (OSPAA) à Nicosie en 1967. Lors de cette réunion, la délégation vote pour que la prochaine conférence de l'OSPAA se tienne à Alger plutôt qu'à Pékin, une décision décevante pour leurs alliés pro-chinois. Mongali et ses collègues conseillent ensuite de ne pas s'impliquer dans le conflit sino-soviétique.

### Activités médiatiques
Outre ses fonctions parlementaires, Michel Mongali est également engagé dans le domaine de la presse. Il est rédacteur en chef de l'hebdomadaire Émancipation, le journal officiel du Parti du Peuple. Ce rôle lui permet de jouer un rôle significatif dans la diffusion des idées et des programmes de son parti.

### Exil politique
À l'arrivée au pouvoir du Général Mobutu Sese Seko, Michel Mongali est contraint de vivre en exil pendant sept ans, dont cinq passés à Brazzaville, après avoir été impliqué dans des activités jugées contraires à la sûreté de l'État. En janvier 1971, il retourne à Kinshasa, bénéficiant de l'amnistie générale proclamée par le président Mobutu en faveur des anciens opposants politiques. Son retour s'inscrit dans une période de réconciliation nationale, où plusieurs anciens responsables politiques sont  réintégrés dans la vie publique du pays.

## Famille
Il épouse  Elisabeth Izegni Ngobanzila. L'un de leurs enfants est l'artiste et parolier Maxime Mongali, acteur de la rumba congolaise.
L'un de leurs petits-fils est l'artiste, parolier et producteur Michel Bampély. Il est également sociologue de l'art et de la culture.